# جدار تيغارت

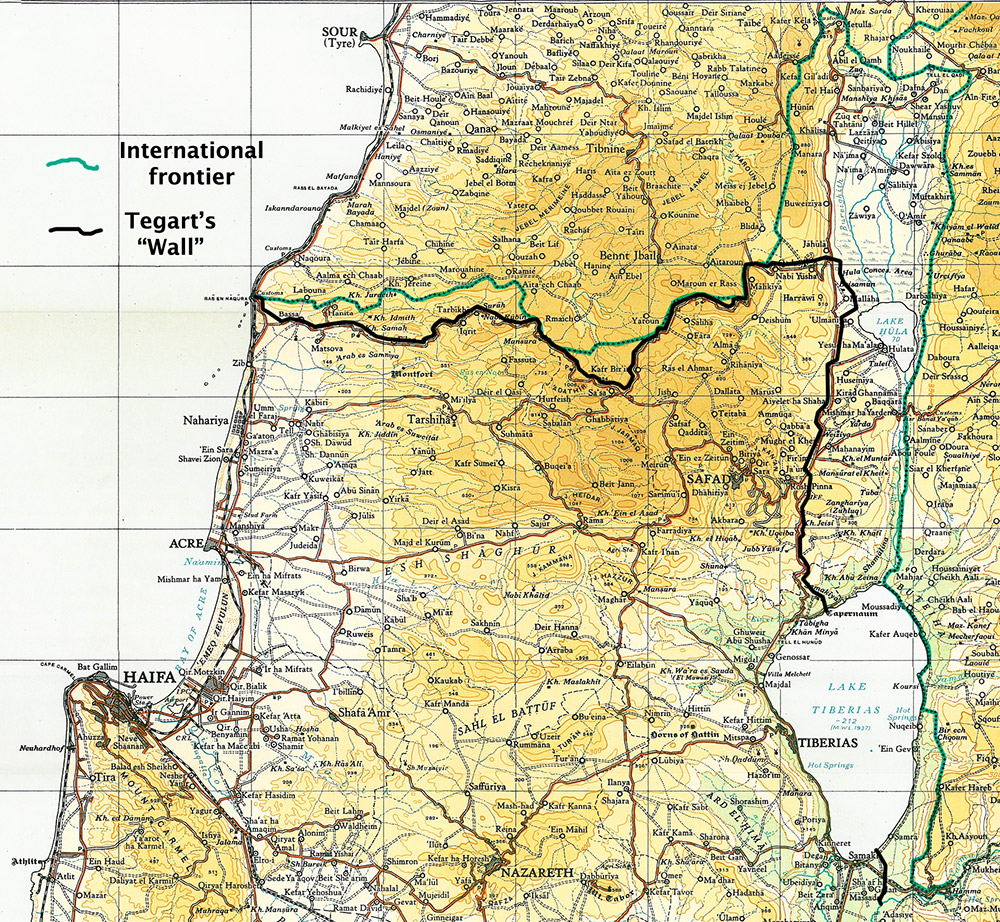
"جدار تيغارت" فلسطين 1938-1940

جدار تيغارت هو سور من الأسلاك الشائكة أقامته سلطات الانتداب البريطاني في الجليل الأعلى بالقرب من الحدود الشمالية للإقليم بين مايو ويونيو 1938، من أجل كبح تنقلات الثوار العرب من لبنان وسوريا -الخاضعتين للسيطرة الفرنسية- للانضمام إلى الثورة العربية في فلسطين 1936-1939. مع مرور الوقت، شمل النظام الأمني أيضًا حصونًا للشرطة، ومواقع محصنة صغيرة من نوع المنعة، وفرق شرطة مركّبة تقوم بدوريات على طولها. وقد وُصِف بأنه "حل مبتكر للتعامل مع الثوار في فلسطين الانتدابية".

## التاريخ

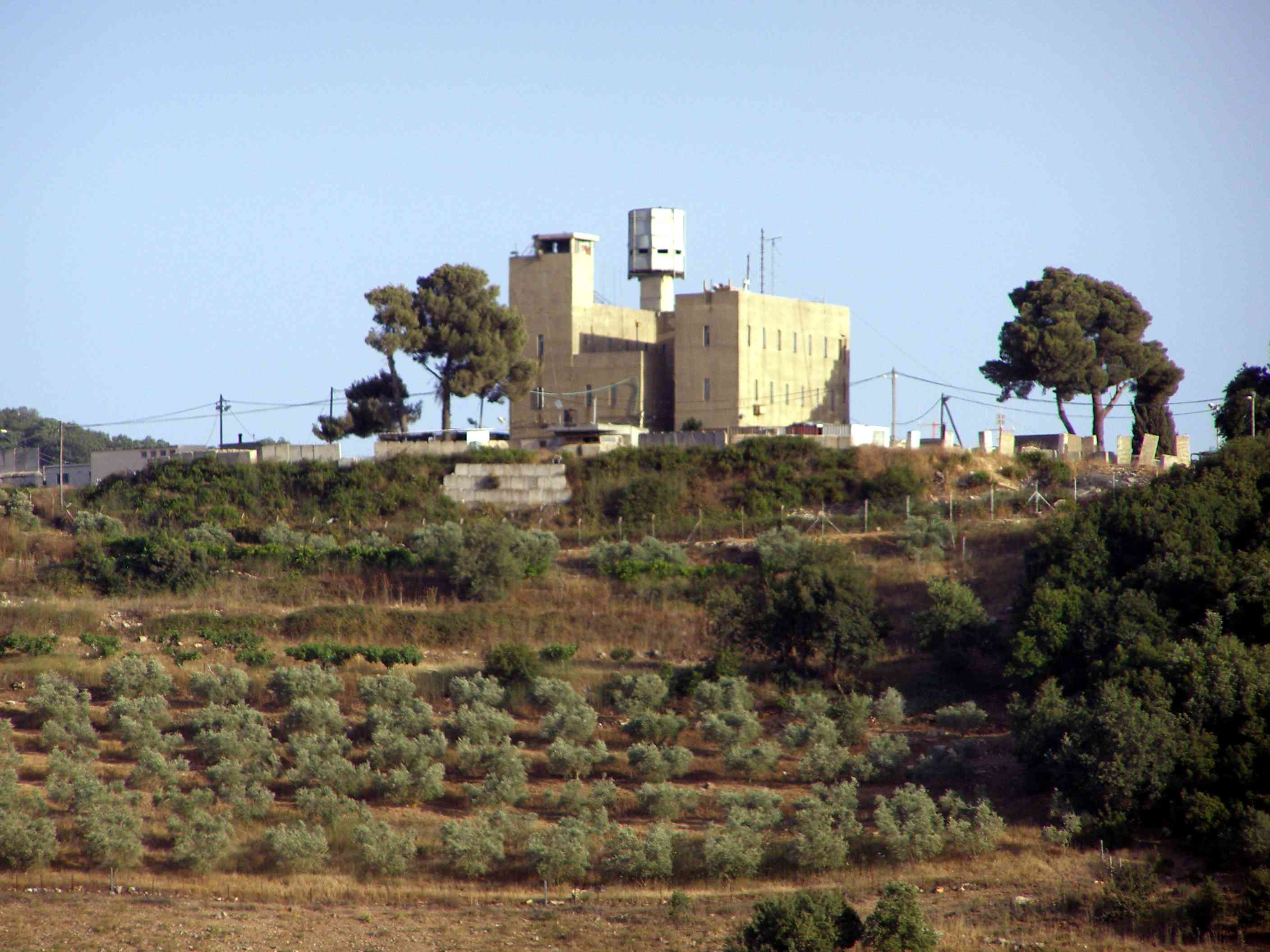
حصن تيغارت في كيبوتس ساسا

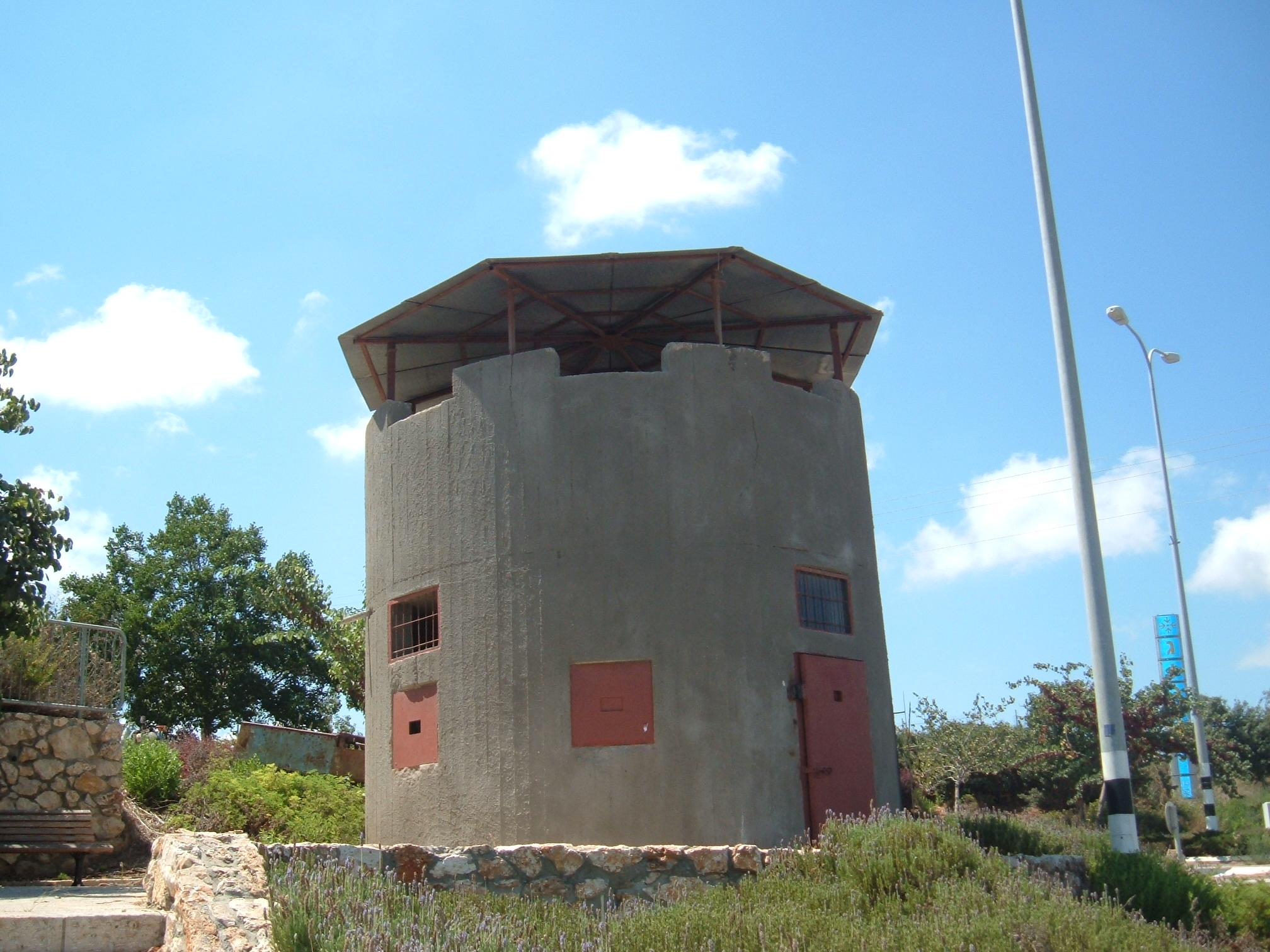
تم بناء المنعة على طول مسار جدار تيغارت، ولا يزال قائماً حتى اليوم بالقرب من منطقة غورن الصناعية، شمال إسرائيل

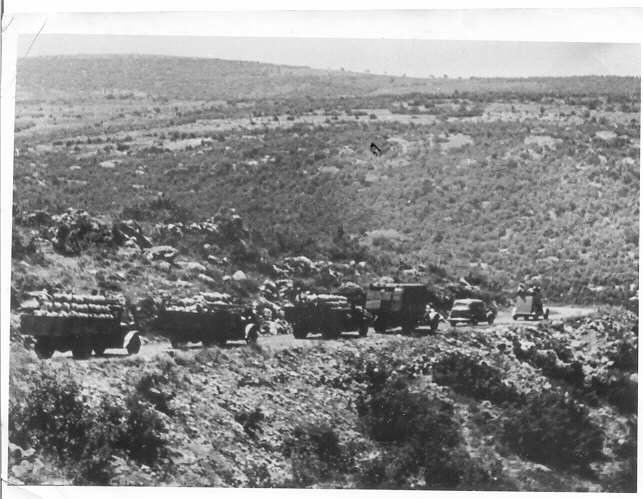
عمال بناء جدار تيغارت، 1938

بُني الجدار بناءً على نصيحة تشارلز تيغارت، مستشار الحكومة الفلسطينية لقمع الإرهاب. كتب تيغارت في تقريره الأول أنه لا يمكن الدفاع عن الحدود على طول الجزء الأكبر من امتدادها في ظل الظروف الطبوغرافية السائدة.[بحاجة لرقم الصفحة] عُلّق الحاجز من رأس الناقورة على ساحل البحر الأبيض المتوسط إلى الحافة الشمالية لبحيرة طبريا بتكلفة 450 ألف دولار ونفذته الشركة الصهيونية سوليل بونيه [الإنجليزية]. تضمنت سياجًا من الأسلاك الشائكة يبلغ طوله تسعة أقدام يتبع تقريبًا الحدود بين فلسطين ولبنان تحت الانتداب الفرنسي، لكن تم ترك إصبع الجليل في الخارج. قبل الانتهاء من بناء الجدار، "انقضت مجموعة من الثوار العرب على جزء من السياج ... مزقوه ونقلوه عبر الحدود إلى لبنان".
بُنيت خمسة حصون من طراز قلاع تيغارت، وعشرون موقعاً محصناً صغيراً من نوع المنعة على طول مسار السياج. ومع ذلك، فإن الثوار تجاوزوا السياج بسهولة وتهربوا من الدوريات المتحركة على طول الطريق الحدودي.
أثار الجدار، الذي أعاق التجارة المشروعة وغير المشروعة، غضب السكان المحليين على جانبي الحدود لأنه يقسم المراعي والممتلكات الخاصة. بعد قمع الثورة في عام 1939، تم تفكيك الجدار.

## المعلومات الكاملة للمراجع
- Eshel، David، "The Israel-Lebanon Border Enigma" (PDF)، IBRU، UK: DUR، مؤرشف من الأصل (PDF) في 2022-11-16